# ایر ویک
ایر ویک (انگلیسی: Air Wick) شرکت لوازم بهداشتی بریتانیایی است، که در سال ۱۹۴۳ تأسیس شد.